# ويليام هنري بابكوك
ويليام هنري بابكوك (بالإنجليزية: William Henry Babcock)‏ هو محامي وشاعر أمريكي، ولد في 1849، وتوفي في 1922.